# مخترق
هاو الحاسوب
أو الفضولي

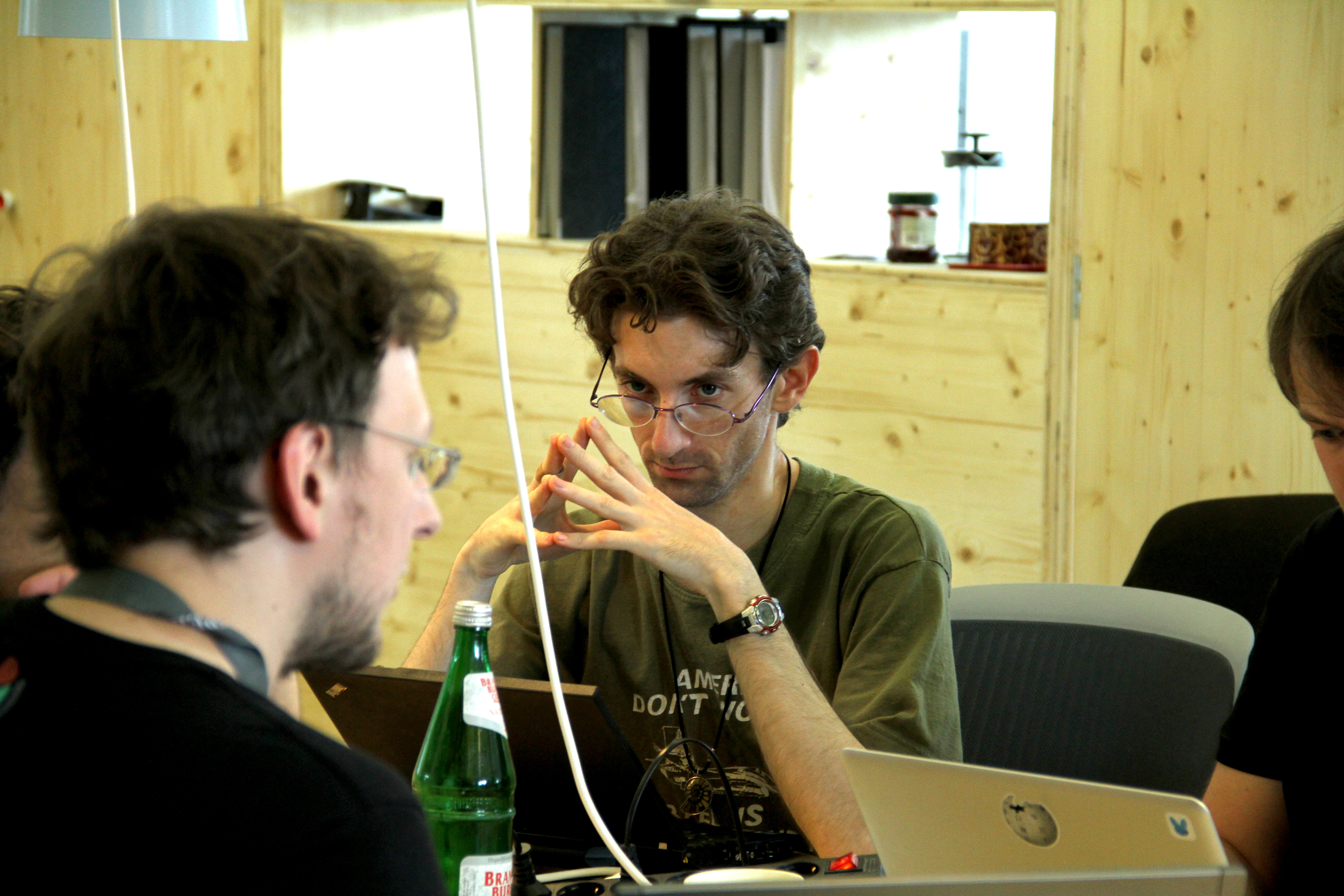
مشاركون في هكثون برلين عام 2011

أو الهاكِر (بالإنجليزية: hacker) هو شخص ماهر في تقانة المعلومات، ويحقق أهدافه بوسائل غير تقليدية. يُعرَّف هواة الحاسوب بأنهم أفراد يستكشفون ويجربون النظم والآلات والتقنيات بأساليب مبتكرة وغير تقليدية. تجدر الإشارة إلى أن المصطلح (هاكر) ظهر في الثقافة الحاسوبية المبكرة خلال ستينيات وسبعينيات القرن الماضي — لا سيما في مؤسسات مرموقة مثل معهد ماساتشوستس للتقانة — وكان يشير آنذاك إلى الشخص الشغوف بالحل الإبداعي للمشكلات وتجاوز حدود القدرات التقنية. يتواجد هواة الحاسوب في مجالات متنوعة، منها الإلكترونيات، وتعديل العتاد، وتطوير البرمجيات الحرة. ترتكز أنشطتهم غالبًا على الابتكار، ومشاركة المعرفة، والبناء على أعمال الآخرين. أفرزت هذه الروح ما يُعرف بثقافة هواة الحاسوب، وهي ثقافة تقدِّر حرية تداول المعلومات، واللامركزية، والتطوير التشاركي للأنظمة.

## التاريخ
في عام 1961، حاز معهد ماساتشوستس للتقانة على الحاسوب الصغير PDP-1، مما أثار فضول مجموعة من الطلاب المنتمين إلى نادي نادي نماذج القطارات التقني (TMRC)، فقد أدركوا أنه بات بإمكانهم التفاعل معه مباشرة عبر نصوص برمجية، ونظرًا لأن عملية إقلاع الحاسوب الصغير كانت تستغرق وقتًا طويلًا، فقد كان يُترك قيد التشغيل طوال الليل، الأمر الذي أتاح لأعضاء النادي فرصة الوصول إليه والبدء بتجاربهم. ومن أشهر الإنجازات التي تمخضت عنها هذه التجارب، كان ابتكار لعبة الفيديو سبيس وور.
بعد مضي فترة من الزمن، أصبح بعض أعضاء نادي نماذج القطارات التقني أعضاءً في مختبر الذكاء الاصطناعي التابع لمعهد ماساتشوستس للتقانة، حاملين معهم تقليد تنفيذ المقالب البريئة فيما بينهم، والتي أطلقوا عليها اسم حيل (بالإنجليزية: hacks)، وكان أعضاء هذا المختبر هم أول من أطلقوا على أنفسهم لقب «هاكِر» (بالإنجليزية: hacker). يُعرف هذا المجتمع بإطلاقه لحركة البرمجيات الحرة. بل إن الشبكة العنكبوتية العالمية والإنترنت بحد ذاتها هي من إبداعاتهم.
في عام 1962، ابتكر جوزيف ليكلايدر مفهومًا جديدًا غيّر وجه الاتصالات في ذلك الحين، أُطلق على هذا المفهوم اسم أربانت، وقد بدأت هذه الفكرة كمشروع لوزارة الدفاع الأمريكية لأغراض الاتصالات، لتتحول في نهاية المطاف إلى شبكة حواسيب واسعة وعابرة للقارات وعالية السرعة، ربطت بين الجامعات والمختبرات البحثية ومتعهدي الدفاع وغيرهم. وكان من آثار هذه الشبكة أنها وحدت جميع هواة الحاسوب في الولايات المتحدة، ودفعتهم لاكتشاف ذواتهم. ساعدت أربانت عشاق البرمجة في إيجاد مساحة لتوليد الأفكار وفي الوقت ذاته لتكوين هوية خاصة بهم، ومن هنا انبثقت فكرة إنشاء ملف يجمع المصطلحات العامية والمناقشات المتعلقة بثقافة هواة الحاسوب، وأُطلق على هذا التجميع الأول اسم جارغون فايل، والذي كان أشبه بالقاموس. نُشر هذا الملف في عام 1983 تحت عنوان «قاموس هاوِ الحاسوب» (بالإنجليزية: The Hacker's Dictionary)، وخضع للتحديث شيئًا فشيئًا مع مرور الوقت. تُعرف النسخة المطبوعة الحالية منه باسم «قاموس هاوِ الحاسوب الجديد» (بالإنجليزية: The New Hacker's Dictionary).
مع وصول حاسوب PDP-10 الجديد، سنحت فرصة جديدة لاختبار ألمع الطلاب، وفي ذلك الحين قام طلاب معهد ماساتشوستس للتقانة بمهاجمة نظام التشغيل للمعالج الجديد وابتكروا نظامًا جديدًا خاصًا بهم أطلقوا عليه اسم نظام مشاركة الوقت غير المتوافق (بالإنجليزية: Incompatible Timesharing System)، ويمكن وصف نظام التشغيل هذا بأنه غريب الأطوار وغير تقليدي. رغم احتوائه على بعض الأخطاء، إلا أن التقدم الذي أحرزوه على صعيد الابتكار التقني جعلهم يحملون الرقم القياسي لأقدم نظام تشغيل ظل قيد الاستخدام المستمر.
دفعهم ابتكار نظام التشغيل الجديد إلى تعلم البرمجة بلغات مختلفة، ولا يزال الكثير منها قيد الاستخدام حتى يومنا هذا. من الأمثلة على ذلك لغة الذكاء الاصطناعي ليسب، والتي دفعت المبرمجين بفضل بنيتها وتعقيدها إلى التفكير بأسلوب أكثر إبداعًا، بل وغير مألوف في بعض الأحيان. بفضل ذلك بدأوا في تطوير مهاراتهم في مهاجمة التقنية واستغلالها لصالحهم.

### أربانت
بعد عام 1969، رُبط مختبر الذكاء الاصطناعي في معهد ماساتشوستس للتقانة بشبكة أربانت، ومنها تمكن من التواصل مع أقسام أبحاث علوم الحاسوب الأخرى في جامعات مثل ستانفورد وشركة بولت برانيك ونيومان. مع وسيلة الاتصال الجديدة هذه بدأ الطلاب بالتعاون مع آخرين رغم بعد المسافات، ومنذ تلك اللحظة بدأت ثقافة جديدة بالتشكل ووُلد جارغون فايل، وهو مستند يضم قائمة بالمصطلحات المستخدمة في لغتهم العامية، والذي نشأ في جامعة ستانفورد عام 1987. ابتكر هواة الحاسوب في معهد ماساتشوستس للتقانة نظام تشغيلهم الخاص، والذي استخدم لغة ليسب.

### يونكس
بالتزامن مع ولادة أربانت، كان نظام التشغيل يونكس يُبتكر في مختبرات بِل. تميز يونكس إلى جانب لغة سي بقابليته للنقل وتوافقيته العالية مع الأجهزة. كانت الأجهزة التي تعمل بنظام يونكس تمتلك اتصالها الخاص مع الأجهزة الأخرى المشغلة ليونكس، وأُطلق على هذا الترابط اسم يوزنت. بحلول عام 1980 بدأت المواقع الأولى على يوزنت في بث الأخبار، مُشكلةً شبكة توزيع ضخمة نمت لتتفوق على أربانت.
كانت مجموعتا هواة الحاسوب هاتين منفصلتين، وكان من النادر أن تجد شخصًا يستخدم يونكس ويستخدم أربانت في الوقت ذاته. في عام 1983، أُوقف توزيع حاسوب PDP-10، والذي كان أحد الحواسيب الصغيرة المفضلة لدى هواة الحاسوب والذي بُني عليه نظام مشاركة الوقت غير المتوافق. بعد أن أوقفت شركة ديجيتال إكوبمينت هذا الحاسوب، أصبح الإصدار الخاص من يونكس الذي طوِّر في بيركلي هو نظام هواة الحاسوب بامتياز. وفي تلك الحقبة، قام ريتشارد ستولمن مخترع محرر النصوص جنو إيماكس بتأسيس مؤسسة البرمجيات الحرة.

### جنو
في عام 1983 سعى ستولمن إلى إنشاء نظام تشغيل شبيه بيونكس يكون متاحًا بشكل حر، فأسس مشروع جنو — وهو اسم ذو اختصار تعاودي يعني «جنو ليس يونكس». استبدل ستولمن مفهوم حقوق النشر المحفوظة بمفهوم الحقوق المتروكة ساعيًا من وراء ذلك إلى أن يكون أي برنامج تنشره مؤسسة البرمجيات الحرة على الشبكة قابلًا للاستخدام والتعديل بموجب ترخيص من المؤسسة، وبشرط نشر التعديلات التي قد تُجرى على البرنامج مع احترام حريات المستخدم أيضًا. من إنجازاته الأخرى أنه أشاع مصطلح «البرمجيات الحرة» في محاولة لتحقيق هدفه وتسمية نتاج ثقافة هواة الحاسوب بأكملها.

### لينكس
في عام 1991 قام طالب في جامعة هلسنكي يُدعى لينوس تورفالدس بتصميم نظام يونكس خاص به بالاعتماد على أساس المشروع، ونشر المصدر البرمجي على الشبكة طالبًا المساعدة في إتقانها. بمساعدة مئات المبرمجين الذين انبروا لمساعدة تورفالدس في المصدر البرمجي، طوِّرت نواة لينكس، وكان اسمها الأصلي فريكس (Freax).

## ثقافة هواة الحاسوب
ثقافة هواة الحاسوب هي مفهوم انبثق من مجتمع من مبرمجي الحاسوب ومصممي النظم المتحمسين في ستينيات القرن الماضي، بين نادي نماذج القطارات التقني (TMRC) ومختبر الذكاء الاصطناعي التابعين لمعهد ماساتشوستس للتقانة. توسع هذا المفهوم لاحقًا ليشمل مجتمع هواة الحوسبة المنزلية مركزًا على العتاد في أواخر سبعينيات القرن الماضي، ثم على البرمجيات (كألعاب الفيديو، وكسر حماية البرمجيات) في الثمانينيات والتسعينيات من القرن ذاته. اتسع نطاق هذا المفهوم فيما بعد ليشمل العديد من المجالات الجديدة مثل الفن والحيل الحياتية.

### ثقافة هواة الحاسوب في البرمجيات الحرة

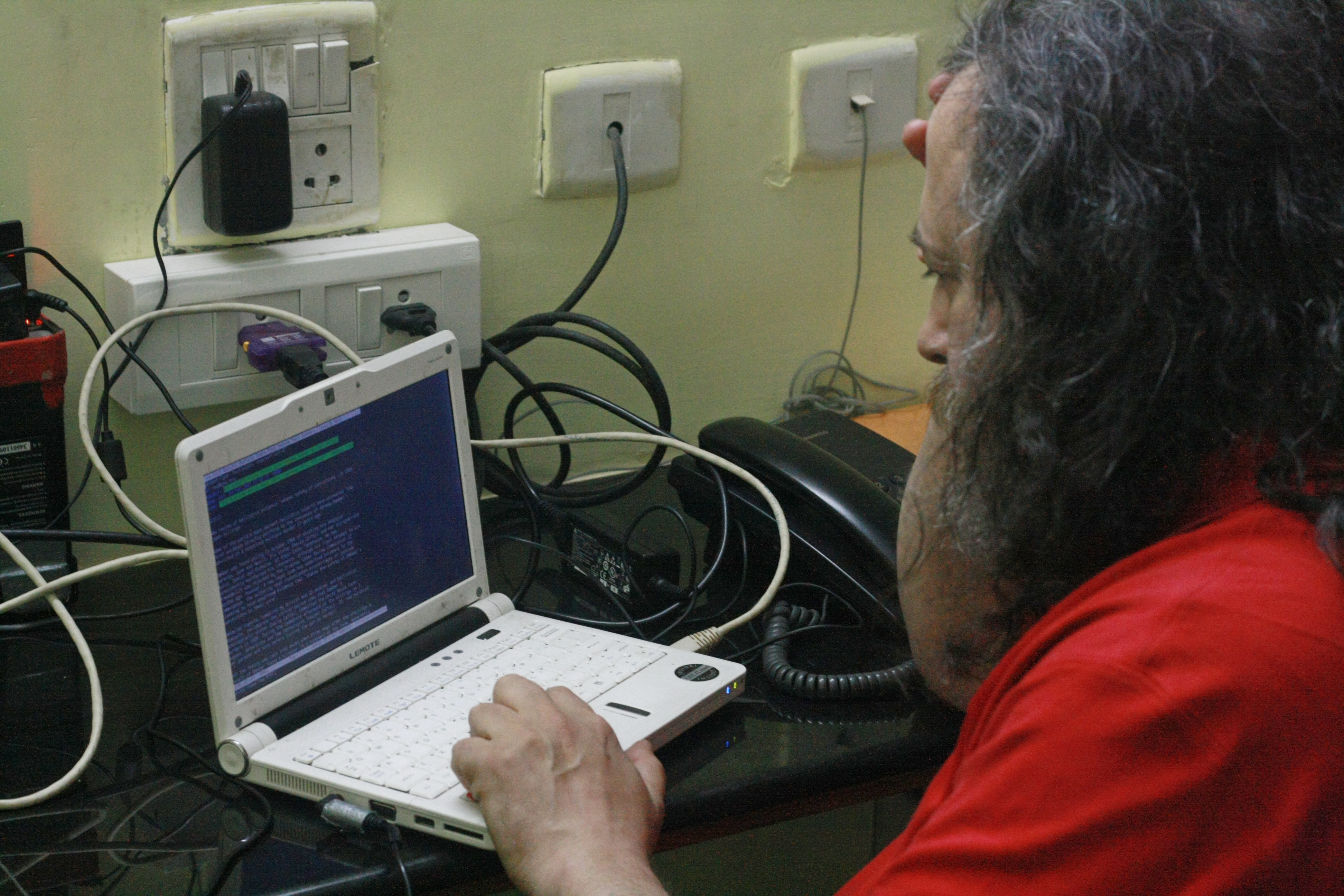
ريتشارد ستولمن أثناء عمله على حاسوب ليمون، ويعد ستولمن أحد أبرز مناصري ثقافة هواة الحاسوب

في رحاب ثقافة هواة الحاسوب الأكاديمية الناشئة، كان من المُسلَّم به كشف الشفرات المصدرية ومشاركة التحسينات البرمجية الخاصة مع المبرمجين الآخرين، ومن أبرزِ هواة الحاسوب الذين أسهموا إسهامًا جوهريًا في بلورة المفهوم الذاتي لهذه الثقافة الأكاديمية ريتشارد ستولمن، فقد استلهم ستولمن من مجتمعِ هواة الحاسوب والمناخ الفكري السائد في مختبر الذكاء الاصطناعي التابع لمعهد ماساتشوستس للتقانة الدافع الرئيس لإنشاء مشروع جنو في سبتمبر من عام 1983، وتلاه تأسيس مؤسسة البرمجيات الحرة، وهي مؤسسة غير ربحية تكرست منذ عام 1985 لتعزيز وتطوير مشروع جنو والبرمجيات الحرة.
وتعد حركة العتاد مفتوح المصدر، والمعروفة أيضا بالعتاد الحر وثيقة الصلة بحركة البرمجياتِ الحرة. يعرف هذا العتاد بأنه الأجهزة التي تصنع بناءً على مخططات تصميمية حرة ومتاحة للجميع.

### هاوِ الحاسوب المدني

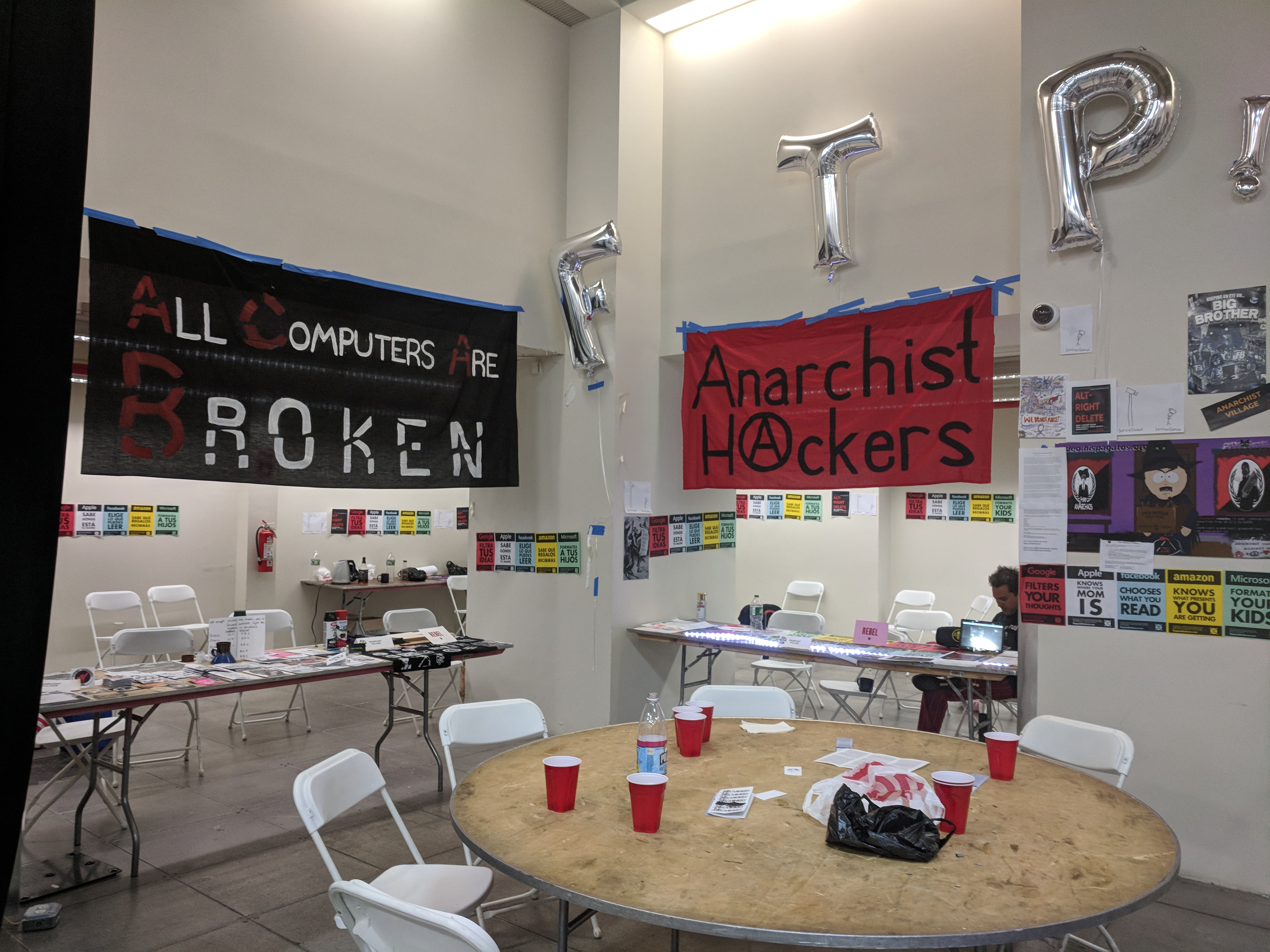
تجمع لهواة حاسوب لاسلطويين

تطلق تسمية هاوِ الحاسوب المدني (بالإنجليزية: civic hacker) على من يستخدم براعته الأمنية والبرمجية لابتكار حلول، وغالبًا ما تكون عامة ومفتوحة المصدر، وتعالج تحديات ذات صلة بالأحياء والمدن والولايات أو الدول والبنى التحتية القائمة فيها. عرف عن البلديات والوكالات الحكومية الكبرى مثل وكالة ناسا استضافتها لفعاليات الهَكَثُون (أو ما يعرف بالبَرْمَجَان)، أو الترويج ليوم محدد باعتباره يومًا وطنيًا لهاوِ الحاسوب المدني، وذلك بهدف تشجيع مشاركتهم.

## الجدال حول مصطلح هاكر
يشير الاستخدام السائد لمصطلح الهاكر في الغالب إلى مجرمي الحاسوب، وذلك نتيجة استخدام وسائل الإعلام لهذا المصطلح منذ تسعينيات القرن الماضي. يشمل ذلك من يطلق عليهم مصطلح script kiddies في لغة الهاكر الاصطلاحية، وهم مجرمون أقل مهارة يعتمدون على أدوات كتبها آخرون مع معرفة ضئيلة جدًا بكيفية عملها. أصبح هذا الاستخدام سائدًا لدرجة أن الجمهور العام يجهل إلى حد كبير وجود معان مختلفة للمصطلح. رغم أن تسمية الهواةِ أنفسهم بـ«هاكر» معترف بها ومقبولة بشكل عام من قبل مخترقي أمن الحاسوب، فإن المنتمين إلى الثقافة الفرعية للبرمجة يعتبرون الاستخدام المرتبط باقتحام أنظمة الحاسوب استخدامًا غير صحيح، ويشددون على التفريق بين الاثنين بتسميتهم مخترقي أو مقتحمي الأنظمة (بالإنجليزية: crackers) (قياسًا على مُقتحم الخزائن).
عادةً ما يستند الجدل القائم إلى الادعاء بأن المصطلح كان يعني في الأصل شخصًا يستمتع بالاستكشاف والتجريب بمعنى إيجابي، أي باستخدام براعة وذكاءٍ لا يخلوان من المرح لتحقيق هدف ما، ولكن يفترض بعد ذلك أن معنى المصطلح تحول على مر العقود ليشير إلى مجرمي الحاسوب.

ارتبطت الزلَّاقة بثقافة الهاكر الفرعية، وصار يعبر عنها باسم شعار الهاكر

مع انتشار الاستخدام المرتبط بالأمن على نطاق أوسع أصبح المعنى الأصلي أقل شهرة. ففي الاستخدام الشعبي وفي وسائل الإعلام، يعد «مخترقو أنظمة الحاسوب» أو «مجرمو الحاسوب» المعنى الحصري للكلمة. أما في ثقافة هواة الحاسوب والهاكر، فإن المعنى الأساسي هو وصف يحمل إطراءً لمبرمجٍ أو خبير تقنيٍ فذ بشكل خاص، وتصر شريحةٌ كبيرة من المجتمع التقني على أنَّ هذا الأخير هو الاستخدام الصحيح، كما ورد في تعريف جارغون فايل (بالإنجليزية: Jargon File).
في بعض الأحيان يستخدم مصطلح الهاكر ببساطة كمرادف لمصطلح «الغيك» (بالإنجليزية: geek): «الهاكر الحقيقي ليس شخصًا يميل إلى العمل الجماعي. إنه شخص يحب السهر طوال الليل، وتربطه والآلة علاقة حب وكره... هؤلاء شبان يميلون إلى العبقرية ولكنهم ليسوا مهتمين جدًا بالأهداف التقليدية. إنه مصطلح قد يقصد به التهكُّم، ولكنه أيضًا أسمى عبارات الثناء.»
ويرى فريد شابيرو أن النظرية الشائعة القائلة بأن مصطلح الهاكر كان في الأصل مصطلحًا حميدًا، وأن الدلالات الخبيثة للكلمة ما هي إلا تحريف لاحق هي نظرية غير صحيحة. فقد وجد أن الدلالات الخبيثة كانت موجودة بالفعل في معهد ماساتشوستس للتقانة في عام 1963 (مستشهدًا بصحيفة ذا تِك (بالإنجليزية: The Tech)، وهي صحيفةٌ طلابيةٌ في المعهد)، وكانت تشير في ذلك الوقت إلى مستخدمي شبكة الهاتف غير المصرح لهم، أي حركة «الفريكر» (بالإنجليزية: phreakers)، وهي الحركة التي تطورت لاحقًا لتشكلَ الثقافةَ الفرعية لمخترقي أمن الحاسوب في يومنا هذا.

### الفروقات والجوانب المشتركة

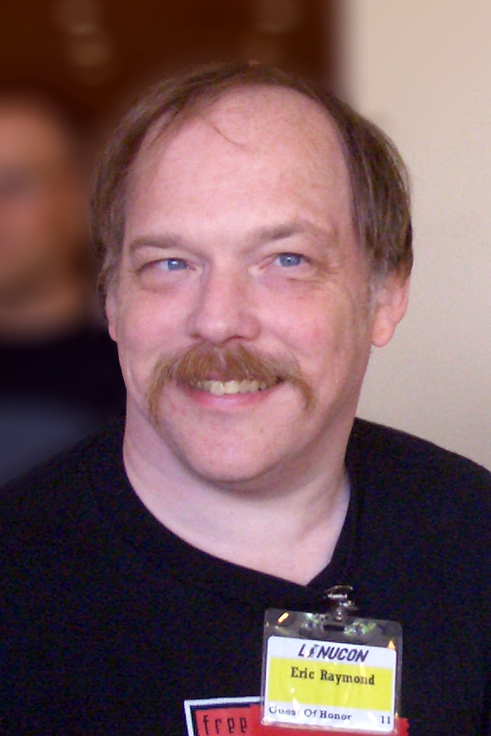
إريك ريموند هو صائن جارغون فايل وأحد أبرز المدافعين عن ثقافة الهاكر

الفارق الأساسي الجوهري بين المنتمين إلى الثقافة الفرعية للمبرمجين (الهاكر) وأولئك المختصين في أمن الحاسوب (مخترقو الأنظمة) يكمن غالبًا في أصلهما وتطورهما التاريخي المنفصل. غير أن جارغون فايل يشير إلى وجود تداخل كبير بينهما في ميدان الاختراق الهاتفي في مطلع سبعينيات القرن العشرين. استخدم مقال منشور في صحيفة ذا تك الطلابية الصادرة عن معهد ماساتشوستس للتقانة مصطلح «هاكر» في هذا السياق عينه عام 1963 بمعناه القدحي للإشارة إلى من يعبث بأنظمة الهاتف، وسرعان ما بدأ هذا التداخل في التلاشي عندما انخرط في هذا النشاط أشخاص مارسوه بأسلوب أقل مسؤولية. كان هذا هو الحال عقب نشر مقال كشف عن أنشطة دريبر وإنجريسيا.
وفقًا لريموند فإن الهاكر من الثقافة الفرعية للمبرمجين يعملون عادة علنًا ويستخدمون أسماءهم الحقيقية، بينما يفضل هاكر أمن الحاسوب المجموعات السرية والأسماء المستعارة التي تخفي هوياتهم. كما أن أنشطتهم الفعلية متباينة إلى حد كبير، فالفئة الأولى تركز على إنشاء بنى تحتية جديدة وتحسين القائم منها (لا سيما بيئة البرمجيات التي يعملون بها)، بينما تشدد الفئة الثانية في المقام الأول وبقوة على فعل التحايل العام على التدابير الأمنية، ويكون الاستخدام الفعال لهذه المعرفة (سواء للإبلاغ عن الثغرات الأمنية والمساعدة في إصلاحها، أو لأغراض الاستغلال) أمرًا ثانويًا إلى حد ما.
ومع ذلك توجد بعض التداخلات الدقيقة، إذ إن المعرفة الأساسية بأمن الحاسوب شائعة أيضًا داخل الثقافة الفرعية للمبرمجين الهاكر، فعلى سبيل المثال أشار كِن طومسون خلال خطاب تسلمه جائزة تورينغ عام 1983 إلى أنه من الممكن إضافة شفرة برمجية إلى أمر login في نظام يونكس بحيث يقبل إما كلمة السر المشفرة المقصودة أو كلمة سر معينة معروفة، مما يسمح بإنشاء باب خلفي للنظام باستخدام كلمة المرور الأخيرة، وقد أطلق على اختراعه هذا اسم «حصان طروادة». علاوة على ذلك، حاجج طومسون بأن مُصرِّف لغة سي نفسه يمكن تعديله ليقوم بتوليد الشفرة الخبيثة آليًا لجعل اكتشاف التعديل أكثر صعوبة. بما أن المصرف نفسه برمجية مولدة من مصرف آخر، فمن الممكن أيضًا تنصيب حصان طروادة آليًا في برمجية مصرف جديدة دون أي تعديل قابل للكشف في الشفرة المصدرية للمصرف الجديد. إلا أن طومسون نأى بنفسه بشدة عن هاكر أمن الحاسوب قائلًا: «أود أن أنتقد الصحافة في تعاملها مع «الهاكر»، وعصابة 414، وعصابة دالتون، وغيرهم. إن الأفعال التي يرتكبها هؤلاء الصبية هي في أحسن الأحوال تخريب، وفي أسوئها على الأرجح تعدٍ على الممتلكات وسرقة... لقد شاهدت صبية يدلون بشهاداتهم أمام الكونغرس، ومن الواضح تمامًا أنهم غير مدركين لخطورة أفعالهم.»
ترى الثقافة الفرعية للمبرمجين الهاكر أن التحايل الثانوي على الآليات الأمنية أمر مشروع إذا كان الهدف منه إزالة العوائق العملية التي تحول دون إنجاز العمل الفعلي. وفي أشكال خاصة، يمكن أن يكون ذلك تعبيرًا عن براعة مرحة، بيد أن الانخراط المنهجي والأساسي في مثل هذه الأنشطة ليس من الاهتمامات الفعلية للثقافة الفرعية للمبرمجين الهاكر، وليس له أهمية تذكر في أنشطتها الفعلية أيضًا. ثمة فارق آخر يتمثل في أن أعضاء الثقافة الفرعية للمبرمجين الهاكر كانوا تاريخيًا يعملون في مؤسسات أكاديمية ويستخدمون بيئة الحوسبة المتوفرة هناك، وفي المقابل كان النموذج الأولي لهاكر أمن الحاسوب يمتلك وصولًا حصريًا إلى حاسوب منزلي ومودم، ولكن منذ منتصف تسعينيات القرن العشرين ومع توفر الحواسيب المنزلية القادرة على تشغيل أنظمة تشغيل شبيهة بيونكس، وتوفر الوصول المنزلي غير المكلف إلى الإنترنت لأول مرة، بدأ العديد من الأفراد من خارج العالم الأكاديمي بالمشاركة في ثقافة الهاكر الفرعية للمبرمجين.

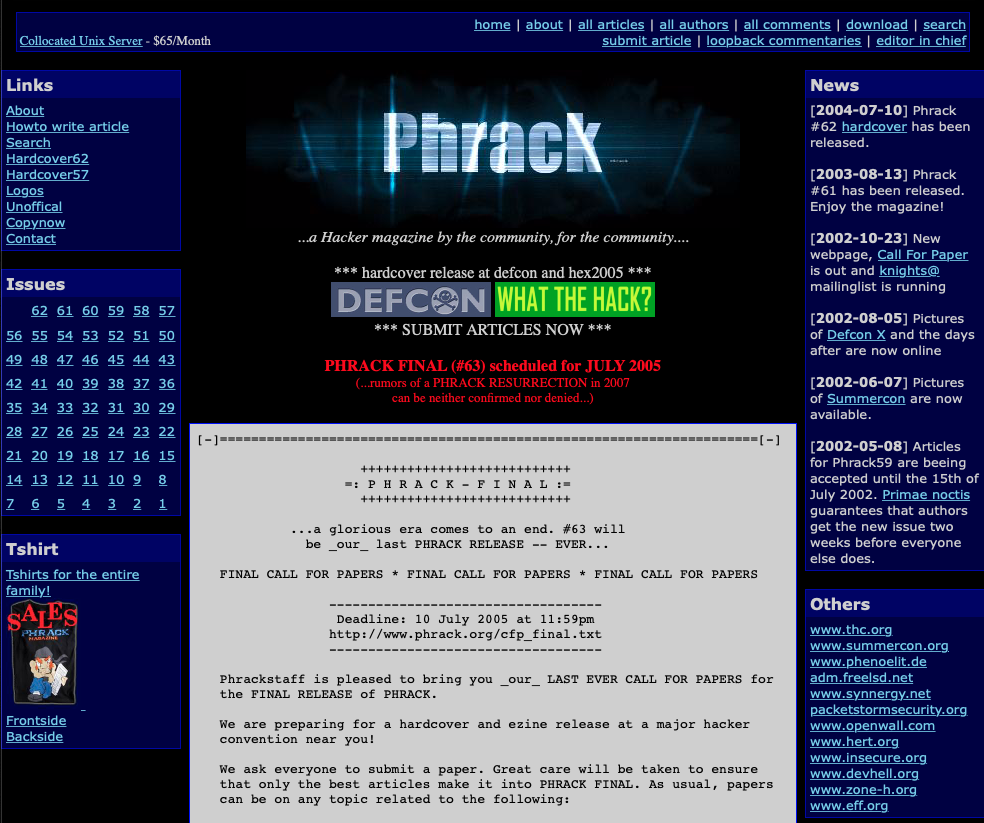
الصفحة الرئيسة لمجلة فراك الإلكترونية، والمختصة بتغطية مواضيع الهاكر

منذ منتصف ثمانينيات القرن العشرين، ظهرت بعض التداخلات في الأفكار والأعضاء مع مجتمع هاكر أمن الحاسوب. وأبرز مثال على ذلك هو روبرت تي موريس، الذي كان مستخدمًا لنظام (MIT-AI)، ومع ذلك كتب دودة موريس، ولذلك، يصفه جارغون فايل بأنه «هاكر حقيقي ارتكب خطأً فادحًا». يميل أعضاء الثقافة الفرعية للمبرمجين إلى الاستخفاف بهذه التداخلات والنأي بأنفسهم عنها. وعادة ما يشيرون بازدراء إلى الأشخاص في الثقافة الفرعية لأمن الحاسوب بمصطلح «المقتحمين» (cracker)، ويرفضون قبول أي تعريف لمصطلح «هاكر» يشمل مثل هذه الأنشطة. من ناحية أخرى، لا تميل الثقافة الفرعية لهاكر أمن الحاسوب إلى التمييز بين الثقافتين الفرعيتين بهذه الحدة، مقرة بأنهما تشتركان في الكثير من الأمور، بما في ذلك العديد من الأعضاء، والأهداف السياسية والاجتماعية، وحب التعلم عن التقانة.
ترتبط الثقافات الفرعية الثلاث جميعها بتعديلات العتاد، ففي الأيام الأولى لاختراق الشبكات، كان مخترقو الهواتف يصنعون «الصناديق الزرقاء» وأنواعًا مختلفة منها. وتحفل الثقافة الفرعية للمبرمجين الهاكر بقصص عن العديد من الاختراقات العتادية في موروثها الشعبي، مثل مفتاح سحري غامض ملحق بحاسوب (PDP-10) في مختبر الذكاء الاصطناعي بمعهد ماساتشوستس للتقانة، كان إيقاف تشغيله يؤدي إلى تعطل الحاسوب.

## وصلات خارجية
- كيف تصبح هاكر لإريك ريموند (بالعربية)